# 영덕 초수재사
영덕 초수재사(盈德 椒水齋舍)는 대한민국 경상북도 영덕군 영해면 묘곡리에 있는 조선시대의 재사이다. 2007년 8월 9일 경상북도의 문화재자료 제526호로 지정되었다.

## 지정 사유
초수재사는 무의공 박의장(武毅公 朴毅長(1555-1615))의 넷째 아들 도와 박선(陶窩 朴璿(1596-1669))이 그의 증조(曾祖) 贈 통정대부 공조참의 영기(榮基)와 배위(配位) 단양 신씨(丹陽 申氏), 조(祖) 贈 자헌대부 병조판서 겸 지의금부사 세렴(世廉(1535-1593)) 세 분을 모시기 위해 1636년에 세운 재사이다.
정면 5칸 측면 5칸의 ㅁ자형 건물로 배면은 4칸으로 정면과 다른 모습을 보이고 있다. 또한 경사진 대지에 단을 두지 않고 자연스럽게 경사를 둔 흘림기단과 본체 및 좌․우익사, 전면부 3부분으로 나누어 용마루를 구성한 서산각지붕 등은 조선 중기때 두드러진 특징이라 할 수 있다.
여러 차례 보수가 이루어져 부분적인 변형이 다소 보이긴 하나 평면 구성이나 지붕의 형태 및 가구수법 등에서 건립 당시의 모습을 잘 간직하고 있는 등 보존할 가치가 있어 문화재자료로 지정한다.

## 같이 보기
- 영덕 무안박씨 무의공파 종택 - 국가민속문화재 제286호

## 참고 자료
- 영덕 초수재사 - 국가유산청 국가유산포털